# Paraleptomys
A Paraleptomys az emlősök (Mammalia) osztályának a rágcsálók (Rodentia) rendjébe, ezen belül az egérfélék (Muridae) családjába tartozó nem.

## Rendszerezés
A nembe az alábbi 2 faj tartozik:
- Paraleptomys rufilatus Osgood, 1945
- rövidszőrű mocsáripatkány (Paraleptomys wilhelmina) Tate & Archbold, 1941 – típusfaj